# 貝爾伍德 (伊利諾伊州)
貝爾伍德（英語：Bellwood）是位於美國伊利諾伊州庫克縣的一個村落。

## 地理
貝爾伍德的座標為41°52′58″N 87°52′34″W / 41.88278°N 87.87611°W，而該地最高點為海拔高度192米（即630英尺）。

## 人口
根據2010年美國人口普查的數據，貝爾伍德的面積為4.32平方千米，當中陸地面積為4.32平方千米，而水域面積為0.00平方千米。當地共有人口19371人，而人口密度為每平方千米4,484人。